# Metamorphosis (Band)
Metamorphosis ist eine Schweizer Band um den aus Biel stammenden Frontman Jean-Pierre Schenk. Die Formation wurde 2001 ins Leben gerufen. Die Stilrichtung bewegt sich im Bereich von Progressive, Rock und Neo-Prog und orientiert sich stark an den Anfängen von Pink Floyd, an Genesis und in Abschnitten auch an Marillion.

## Bandmitglieder
- Gesang, Keyboard – Jean-Pierre Schenk
- Gitarre, Bass - Olivier Guenat
- Schlagzeug - Alain Widmer
- Texte - Gabrielle Maeder

## Diskografie
- 2002 – After All These Years
- 2003 – Nobody Cares
- 2005 – Then All Was Silent (Konzeptalbum)
- 2009 – Dark
- 2015 - Silent Knowledge
- 2016 - The Turning Point
- 2021 - I’m Not a Hero